# Висше нормално училище Париж – Сакле
Висшето нормално училище Париж – Сакле (на френски: École normale supérieure Paris-Saclay, съкр. ENS Paris-Saclay), известно и с предишното си име École normale supérieure de Cachan (съкр. ENS Cachan) е най-престижното от големите френски училища, предоставящи висше образование.
Училището се намира в Кашан, регион Ил дьо Франс. Предметите в училището са приложни и чисти науки и социология, икономика и администрация.
Училището е в системата на Университета Париж – Сакле (Université Paris-Saclay).

## Известни преподаватели
- Мила Николова, българска приложна математичка